# Arnd-Michael Nohl
Arnd-Michael Nohl (* 1968 in Gießen) ist ein deutscher Erziehungswissenschaftler und Hochschullehrer.

## Leben
Nohl wurde 1968 in Gießen geboren und wuchs in Herborn auf. Von 1989 bis 1995 absolvierte er ein Studium der Erziehungswissenschaft, Psychologie und Islamwissenschaft an der Universität Heidelberg, der Hacettepe-Universität Ankara und der Freien Universität Berlin. Dieses schloss er mit dem Magister Artium ab. Von 1996 bis 1998 war er zeitweise assoziierter Teilnehmer des DFG-Graduiertenkollegs „Identitätsforschung“ an der Martin-Luther-Universität Halle-Wittenberg. Im Jahr 1997 war er wissenschaftlicher Mitarbeiter im DFG-Projekt „Jugendliche in Gruppen“ unter der Leitung von Ralf Bohnsack. In den Jahren 1997 bis 2001 war Nohl als wissenschaftlicher Mitarbeiter im Arbeitsbereich Qualitative Bildungsforschung im Fachbereich Erziehungswissenschaft und Psychologie an der FU Berlin tätig. 2000 erfolgte die Promotion zum Doktor der Philosophie (Erstgutachter Ralf Bohnsack, Zweitgutachter Christoph Wulf) mit einer Dissertation zum Thema „Migration und Differenzerfahrung“. Anschließend war er von 2001 bis 2004 wissenschaftlicher Assistent am Lehrstuhl für Allgemeine Pädagogik bei Winfried Marotzki an der Otto-von-Guericke-Universität Magdeburg. Nohl bekleidete von 2004 bis 2006 eine Juniorprofessur für interkulturelle Bildung an der FU Berlin. Im Jahr 2006 habilitierte er sich an der Universität Magdeburg mit einer Habilitationsschrift zum Thema „Bildung und Spontaneität“. Seit Mai 2006 ist Nohl Professor für Erziehungswissenschaft, insbesondere systematische Pädagogik an der Helmut-Schmidt-Universität Hamburg. Seit 2019 ist Nohl dort Studiendekan für den Studiengang Bildungs- und Erziehungswissenschaften.

## Schriften (Auswahl)
- Jugend in der Migration. Türkische Banden und Cliquen in empirischer Analyse, Schneider-Verlag Hohengehren, Baltmannsweiler 1996, ISBN 978-3-87116-866-6.
- Migration und Differenzerfahrung. Junge Einheimische und Migranten im rekonstruktiven Milieuvergleich (Zugl.: Berlin, Freie Univ., Diss.), Leske und Budrich, Opladen 2001, ISBN 978-3-8100-2993-5.
- Pädagogik der Dinge, Klinkhardt, Bad Heilbrunn 2011, ISBN 978-3-7815-1808-7.
- Relationale Typenbildung und Mehrebenenvergleich. Neue Wege der dokumentarischen Methode, Springer VS, Wiesbaden 2013, ISBN 978-3-658-01291-5.
- Konzepte interkultureller Pädagogik . Eine systematische Einführung, 3., aktualisierte Aufl., Klinkhardt, Bad Heilbrunn 2014, ISBN 978-3-7815-1996-1.
- mit Florian von Rosenberg und Sarah Thomsen: Bildung und Lernen im biographischen Kontext. Empirische Typisierungen und pragmatisch-praxistheoretische Reflexionen, Springer, Wiesbaden 2015, ISBN 978-3-658-06601-7.
- Interview und dokumentarische Methode. Anleitungen für die Forschungspraxis, 5., aktualisierte und erweiterte Auflage, Springer VS, Wiesbaden 2017, ISBN 978-3-658-16079-1.
- mit Winfried Marotzki: AdressatInnen und Handlungsfelder der Pädagogik, Verlag Barbara Budrich, Opladen/Toronto 2019, ISBN 978-3-8252-5273-1.
- mit Winfried Marotzki: Einführung in die Erziehungswissenschaft, 3. durchges. Auflage, revidierte Ausgabe, UTB, Stuttgart 2021, ISBN 978-3-8252-8750-4.